# 加藤響 (野球)
加藤 響（かとう ひびき、2002年6月15日 - ）は、神奈川県厚木市出身のプロ野球選手（内野手）。右投右打。横浜DeNAベイスターズ所属。

## 経歴

### プロ入り前
厚木市立厚木小学校で1年生の時に野球を始め、6年時には横浜DeNAベイスターズジュニアに選出された。厚木市立厚木中学校在学時は硬式野球のクラブチームである海老名リトルシニアでプレーし、全国大会に出場した。
東海大学付属相模高等学校に進学し、2年夏の第101回全国高等学校野球選手権大会に出場。近江との初戦（2回戦）に「9番・二塁手」で先発出場したが無安打に終わり、続く中京学院大中京との3回戦では出場がなく、チームも敗れた。3年夏は新型コロナウイルスの影響で公式戦が中止となり、2020年甲子園高校野球交流試合で大阪桐蔭と対戦し敗れた。同学年に山村崇嘉、西川僚祐、1学年上に遠藤成、2学年上に森下翔太、1学年下に石田隼都がいた。高校通算35本塁打。
高校卒業後は東洋大学へ進学。1年春からレギュラーを掴んだが、3年秋になって初めてレギュラーをはく奪される。その後、自身の能力に限界を感じたため野球部を退部。一般就職を目指して企業説明会に参加しようとしていたが、周囲からは「野球を続けなさい」と諭された。最終的に、幼少期に加藤を指導していた養父鐵の強い勧めもあり、大学在学のまま四国アイランドリーグplusの徳島インディゴソックスへ入団。

### 四国IL・徳島時代
2024年は遊撃手のレギュラーとして64試合に出場して打率.311、6本塁打、41打点を記録し、ベストナインに選出された。その後、同年10月24日に開催されたドラフト会議にて、横浜DeNAベイスターズから3位指名を受けた。11月15日に契約金5500万円、年俸750万円（いずれも推定）で仮契約を結んだ。背番号は37。担当スカウトは欠端光則。

## 人物
東洋大学に在学したまま徳島県へ移住し、徳島インディゴソックスに入団したが、その際に大学を休学しなかった。そのため、対面授業へ参加するために東京ー徳島間を往復したり、卒業論文の執筆を行ったりするなど、プロ野球選手と大学生を両立していた。

## 詳細情報

### 独立リーグでの年度別打撃成績
| 年 度     | 球 団     | 試 合 | 打 席 | 打 数 | 得 点 | 安 打 | 二 塁 打 | 三 塁 打 | 本 塁 打 | 塁 打 | 打 点 | 盗 塁 | 盗 塁 死 | 犠 打 | 犠 飛 | 四 球 | 敬 遠 | 死 球 | 三 振 | 併 殺 打 | 打 率 | 出 塁 率 | 長 打 率 | O P S |
| --------- | --------- | ----- | ----- | ----- | ----- | ----- | -------- | -------- | -------- | ----- | ----- | ----- | -------- | ----- | ----- | ----- | ----- | ----- | ----- | -------- | ----- | -------- | -------- | ----- |
| 2024      | 徳島      | 64    | 272   | 222   | 42    | 69    | 11       | 2        | 6        | 102   | 41    | 8     | 3        | 0     | 3     | 45    | -     | 2     | 27    | 5        | .311  | .426     | .459     | .886  |
| 通算：1年 | 通算：1年 | 64    | 272   | 222   | 42    | 69    | 11       | 2        | 6        | 102   | 41    | 8     | 3        | 0     | 3     | 45    | -     | 2     | 27    | 5        | .311  | .426     | .459     | .886  |

- 2024年度シーズン終了時

### 背番号
- 10（2024年）
- 37（2025年[9] - ）